# Earth Orbit: Live
Earth Orbit: Live är ett musikalbum från 1997 av det svenska synthpopbandet S.P.O.C.K. Albumet spelades in i mars 1997 på Mejeriet i Lund samt Kåren i Göteborg.

## Låtlista
1. Intro
2. Not Human
3. All E.T:s Aren't Nice
4. Mr Spock's Brain
5. Mirror World
6. Take Me to the Stars
7. E.T. Phone Home
8. Alien Attack
9. Trouble With Tribbles
10. Spooky
11. Neutral Zone
12. Space Seed
13. Astrogirl
14. E-lectric
15. Space Race
16. Never Trust a Klingon
17. Zugabe